# Solo Electric Bass 1
Albums de Squarepusher
(Tom Jenkinson)
Numbers Lucent
(2009) Squarepusher Presents Shobaleader One: d'Demonstrator
(2010)
Solo Electric Bass 1 est un album de Squarepusher, consistant en l'enregistrement d'une de ses prestations de basse électrique (son instrument de prédilection) lors du festival Jazz à la Villette en 2007. La virtuosité de Squarepusher à cet instrument est ce qui a été mis en avant par cet album, ce qui a partagé la critique. 
Ce n'est pas la première fois que nous avons l'occasion d'entendre des morceaux de basse solo de la part de Squarepusher. Il en avait enregistré quelques-uns, notamment sur l'album Ultravisitor en 2004. De manière générale, cet instrument avait presque systématiquement été mis en avant sur ses productions antérieures. Il s'agit néanmoins de la première fois que nous pouvons l'entendre de manière aussi "crue" et prolongée (mais peut-être pas de la dernière, le "1" dans le titre de l'album laissant supposer une éventuelle suite).
L'édition de cet album a été limitée à 850 exemplaires.

## Liste des morceaux
| 1.    | Seb-1.01 | 2:38 |
| 2.    | Seb-1.09 | 3:32 |
| 3.    | Seb-1.10 | 2:00 |
| 4.    | Seb-1.04 | 1:50 |
| 5.    | Seb-1.06 | 3:35 |
| 6.    | Seb-1.02 | 1:58 |
| 7.    | Seb-1.03 | 5:00 |
| 8.    | Seb-1.05 | 4:41 |
| 9.    | Seb-1.07 | 1:54 |
| 10.   | Seb-1.08 | 5:21 |
| 11.   | Seb-1.11 | 1:31 |
| 12.   | Seb-1.12 | 5:27 |
| 39:45 |          |      |

On remarquera que l'album ne conserve pas l'ordre des morceaux du concert, morceaux par ailleurs toujours sans titre.